# Vista Hermosa, Huajuapan de León
Vista Hermosa är en ort i Mexiko.   Den ligger i kommunen Heroica Ciudad de Huajuapan de León och delstaten Oaxaca, i den sydöstra delen av landet, 230 km sydost om huvudstaden Mexico City. Vista Hermosa ligger 1 653 meter över havet och antalet invånare är 1 623.
Terrängen runt Vista Hermosa är kuperad. Runt Vista Hermosa är det ganska glesbefolkat, med 24 invånare per kvadratkilometer. Närmaste större samhälle är Ciudad de Huajuapan de León, 2,7 km nordväst om Vista Hermosa. I omgivningarna runt Vista Hermosa växer huvudsakligen savannskog.